# WKB T1 und T2
Die Dieseltriebwagen WKB T1 und T2 der Wittlager Kreisbahn wurden 1935 und 1936 von der Dessauer Waggonfabrik hergestellt.
Der Triebwagen T1 ging 1943 nach einem Unfall durch Kriegseinwirkungen verloren, der T2 war bis 1966 Dienst und wurde 1971 ausgemustert.

## Geschichte
1934 fasste die Wittlager Kreisbahn die Beschlüsse, auf den Strecken ihrer Gesellschaft die Streckenhöchstgeschwindigkeit von 30 km/h auf 50 km/h für Triebwagen heraufzusetzen sowie für den Personenverkehr einen Dieseltriebwagen bei der Dessauer Waggonfabrik zu bestellen.
Am 28. Februar 1935 fand die Besichtigung und Probefahrt des mit der Werknummer 3068 gelieferten Triebwagens T1 durch den Vorstand der Kreisbahngesellschaft statt. Besonders angenehm wurden die großen Fenster des Triebwagens und die gepolsterten Sitze beurteilt, da bisher nur Holzsitze im Einsatz waren. Von der Leistung her konnte der Triebwagen bis zu zwei Beiwagen mitführen. Dazu wurde im gleichen Jahr ein vorhandener Wagen als Post/Personenwagen umgebaut und zusammen mit dem T1 eingesetzt.
Die Wittlager Kreisbahn machte mit dem Triebwagen gute Erfahrungen, so dass am 15. Mai 1936 das Schwesterfahrzeug T2 mit der Fabriknummer 3111 vom gleichen Hersteller in Dienst gestellt wurde. Hatte der T1 noch 36.000 Reichsmark gekostet, musste die Gesellschaft für den T2 bereits 43.000 RM bezahlen. Mit den beiden Triebwagen konnte eine wesentliche Beschleunigung des Personenverkehrs erreicht werden.

## Konstruktive Merkmale
Die Triebwagen entsprachen weitgehend den 1934 gebauten HzL VT1 und VT2, die allerdings anders motorisiert waren.
Sie (12,8 m LüP, 13,8 t Leermasse) boten durch gepolsterte Sitze mehr Komfort. Die Fenster des Fahrgastraumes waren sehr groß bemessen. Unterteilt war der Fahrgastraum in ein großes Raucherabteil mit 26 Sitzplätzen und ein kleines Nichtraucherabteil mit 10 Plätzen. Der T1 besaß ein kleines Postabteil. Im T2 fehlte dieses, dadurch standen mehr Sitzplätze zur Verfügung. Der Fußboden war mit Linoleumbelag versehen und mit auslegbaren Gummimatten abgedeckt. Die Wagenheizung erfolgte von einem unter dem Fußboden platzierten Warmwasser-Heizofen.
Während die ersten in Dessau hergestellten Dieseltriebwagen mit dem Vierzylinder-Viertakt-Dieselmotor Mercedes-Benz OM 65 ausgerüstet waren, wurden der T1 mit dem ab 1935 für die Schnellbusse für den Betrieb auf Reichsautobahnen konstruierten Sechszylinder-Viertakt-Dieselmotor Mercedes-Benz OM 67 ausgestattet. Dieser leistete 70 kW (95 PS) bei 2.200/min. Er arbeitete nach dem Vorkammerverfahren und hatte einen spezifischen Verbrauch von 210 … 215 g/PSh.
Durch seine niedrige Bauhöhe konnte er unterflur eingebaut werden, ohne dass Teile in den Fahrgastraum hineinragten. Als Kraftübertragung wurde ein Vierganggetriebe der Bauart Mylius verwendet.
Für die Mitnahme von ein bis zwei Beiwagen war der Triebwagen mit einer leichten Zug- und Stoßeinrichtung sowie mit einer selbsttätigen Bremse von Knorr in Form einer Trommelbremse ausgerüstet.

## Einsatz
Mit den Triebwagen konnte eine Trennung von Güter- sowie Personenzügen erreicht werden. Werktags fuhren lediglich der Früh- und der Spätzug mit Dampf, die dazwischen verkehrenden Personenzüge wurden durch die Triebwagen abgedeckt. Damit konnte eine wesentliche Verkürzung der Fahrtzeiten erreicht werden. Die Reisegeschwindigkeit betrug nun 36 km/h.
Am 6. Januar 1943 abends fuhr der vollbesetzte T1 im Bahnhof Bad Essen auf eine Dampflok auf. Der Triebwagen wurde dadurch so schwer beschädigt, dass er zum Waggonbau Dessau zur Reparatur gebracht werden musste. Nach der Abgabe verloren sich die Spuren, sodass er als Kriegsverlust einzustufen ist.
Der T2 musste unmittelbar nach Kriegsende an die Militärverwaltung der Britischen Armee abgegeben werden, wo er als Salonwagen verwendet wurde. Im Mai 1946 wurde er unbrauchbar an die Wittlager Kreisbahn zurückgegeben und in der Werkstatt in Oldenburg wieder aufgebaut. 1948 erhielt er erstmals Verstärkung mit dem neu als T3 bezeichneten ehemaligen VT 135 060. Mit diesem ebenfalls zweiachsigen 1A-Triebwagen zusammen beförderte der T2 zu besonderen Anlässen Triebwagenzüge mit Beiwagen.
Beim T2 machte sich die veraltete Antriebsanlage negativ bemerkbar. 1963 wurde bei ihm zum letzten Mal der Antriebsmotor getauscht; an Stelle des wassergekühlten Originalmotors erhielt er einen luftgekühlten 6-Zylinder-Viertakt-Dieselmotor von KHD mit 105 PS Leistung. Zudem wurden die Achsen, die Achsgetriebe und das Schaltgetriebe überholt.
1966 wurde der T2 abgestellt und 1971 ausgemustert.